# 成福寺 (井原市)
成福寺（じょうふくじ）は、岡山県井原市芳井町にある高野山真言宗の寺院である。

## 概要
寺の始まりは739年（天平11年）、聖武天皇の勅願により行基が聖観世音菩薩を安置して創建したと伝えられ、境内の三十三体の如意輪観音像も行基の作と伝えられている。また、901年（延喜1年）に菅原道真が大宰府に赴く途中に、現在の兵庫県加西市近くで投げた観音菩薩像がこの地に落ち、その像を寺の観音堂に安置したという言い伝えもあり、道真ゆかりの寺でもある。

### 住職
- 片岡良仁（かたおか・りょうにん）

### 参拝料
- 無料 （宗派を問わず。）

## 歴史

### 沿革
- 1569年（永禄12年）： 藤井皓玄能登守の本拠地であった寺周辺に、毛利軍が乱入。無住となり、一時荒廃。
- 1590年頃（天正年間）： 中興開山第一世 真識和尚が住職となり再興。
- 1659年（万治2年）： 現在の観音堂を寺の総本堂として建立。数ヶ寺を抱える本坊寺院として一時栄える。
- 1737年（元文2年）： 梵鐘（第二次世界大戦時に供出のため現存せず、現在のは昭和27年鋳造もの。）を落慶。
- 1866年（慶応2年）： 境内の石垣を落慶。
- 1986年（昭和61年）： 本坊・客殿・庫裡・鐘楼堂を全て再建・落慶。

## 境内
約1500坪の境内の周囲を120メートルに及ぶ石垣と、城壁のような白壁に囲まれ、「白鷺が羽を広げたような」偉容を誇っている。
- 本堂
- 山門
- 鐘楼堂
- 修行大師
- 念ずれば花ひらく地蔵
- 弥勒堂 （弥勒菩薩）
- 六角堂 （薬師如来）
- 六地蔵 （地蔵菩薩）
- 福来い観音 （嫁来い観音・婿来い地蔵）
- 鎮守社
- 観音堂 （旧本堂）

### 文化財
- 木造不動明王立像

1955年（昭和30年）に岡山県指定重要文化財（第12号）に指定された。12年に1回、酉年の元旦だけ開帳される秘仏である。

## 参拝案内

### 参拝日時
- 指定なし （宗派を問わず、年中可。）

### 主な行事
- 福来い観音大祭 （2年に1回、4月第1土曜日）
- お盆迎え火万灯供養会 （8月13日）

2,500個にも及ぶ瓶詰めローソク境内一円に配置し、迎え火を行なう。ローソクの炎が織成す幽玄の美しさを一目見ようと県内外から見物客が訪れ、夏の風物詩になっている。
- 新年護摩祈祷 （12月第1土曜日）

### 注意事項
参拝案内の詳細等については、

【外部リンク】 高野山真言宗 吉井山 成福寺 ホームページ をご参照ください。

## アクセス

### 自動車
- 最寄I.C： 山陽自動車道 笠岡I.C または 福山東I.C
  - 最寄I.Cより井原市へ。

（笠岡I.Cより約25分。福山東I.Cより約30分。）
- 駐車場： 有 （無料） 
  - 普通車20台、中型バス1台

### 交通機関
- 最寄駅： 井原鉄道井原線 井原駅
  - 最寄駅より北振バス（弥高山公園方面行き、または山野行き）で「沢岡バス停」下車。

（「沢岡バス停」より西へ徒歩で約15分。）

### 注意事項
アクセスの詳細等については、

【外部リンク】 高野山真言宗 吉井山 成福寺 ホームページ をご参照ください。

## ゆかりの人物
- 菅原道真 （観音菩薩像を投げた人物。）
- 藤井皓玄 （寺周辺を本拠地としていた戦国武将。）
- 内山完造 （寺の檀家出身。）
- 早川信行 （芳井町出身であり、寺の行事にゲストとして招かれることがある。）